# 哈瑟尔特
哈瑟尔特（荷蘭語：Hasselt，荷蘭語發音：[ˈɦɑsəlt] ⓘ），比利时弗拉芒大區林堡省城市，同时也是该省省会，通行荷蘭語，是弗拉芒社群的一部分，面积102.69平方千米，人口77,651人（2018年1月1日）。

## 姐妹城市
- 德国 代特莫尔德
- 美国 山景城
- 日本 伊丹市
- 荷蘭 锡塔德